# Tour de Colombie 2011
Le Tour de Colombie 2011 a eu lieu du 12 juin au 26 juin 2011. Il est inscrit au calendrier de l'UCI America Tour 2011. Cette 61e édition est remportée par Félix Cárdenas.

## Présentation

### Parcours
La commission technique de la Fédération colombienne de cyclisme officialise le parcours, mardi 17 mai 2011. Il est constitué d'un prologue et de 13 étapes (dont une comprenant deux demi-étapes) pour une distance totale prévue de 2 119 km. La course sera, comme souvent, particulièrement montagneuse avec cinq étapes de montagne. Même si le relief paraît moins dure que l'année précédente à de nombreux concurrents, comme Óscar Sevilla. L'épreuve commence par un prologue dans la municipalité de La Ceja. Le premier secteur de la seconde étape sera un contre-la-montre par équipes, développant 21,7 km. Un contre-la-montre individuel, en côte, de 18 km clôturera cette 61e édition.
Cette Vuelta a Colombia traversera les départements d'Antioquia, de la Valle del Cauca, de Caldas, de Risaralda, de Quindío, du Tolima, de Cundinamarca, de Boyacá et de Santander.

### Équipes
La Fédération colombienne de cyclisme clôt les inscriptions le vendredi 3 juin 2011. 146 coureurs de 15 équipes sont officiellement engagés.
La première équipe à s'inscrire est la formation Indervalle-Redetrans-Supergiros. Issue du département de la Valle del Cauca, elle est dirigée par William Palacio et a comme leader Jhon Freddy García. Puis c'est au tour de l'équipe Movistar de présenter sa formation pour la course. Emmenée par les expérimentés coureurs colombiens Hernán Muñoz et Freddy González, elle compte dans ses rangs six nationalités différentes.
La ligue de cyclisme de Santander inscrit l'équipe Formesan-Panachi-Indersantander. Ses leaders pour la course sont Fabio Montenegro et Wilson Marentes, son directeur technique est Abelardo Rondón. Puis l'équipe Formesan-IDRD-Liga de Bogotá, à peine formée, se présente avec comme leader Álvaro Gómez. Elle compte dans ses rangs des coureurs expérimentés comme Wilson Cepeda ou Juan Carlos López (champion panaméricain 2009), de retour à la compétition.
L'équipe cycliste Gobernación de Antioquia-Indeportes Antioquia se présente avec comme leader Sergio Henao, vainqueur sortant de l'épreuve mais aussi Óscar Sevilla, dauphin de son coéquipier et récent vainqueur de l'épreuve préparatoire au Tour, la Vuelta a Antioquia. La formation est dirigée par le vainqueur de l'édition 1993 de la Vuelta, Carlos Mario Jaramillo. Comme adversaires, ils auront également l'équipe Boyacá Orgullo de América, emmenée par le dauphin du Tour de Colombie 2009, Freddy Montaña. Il pourra compter sur Iván Casas, récent vainqueur du Tour d'Uruguay.
Raúl Mesa, fort de ses 41 participations et ses 12 titres en tant que directeur sportif, emmène l'équipe cycliste EPM-UNE affronter ses rivales lors de cette 61e édition. À sa tête, il y a Giovanni Báez, vainqueur du Tour 2008 et Juan Pablo Suárez a son avantage lors des courses espagnoles du mois d'avril. Cependant, Iván Parra sera absent, insuffisamment remis de sa chute lors du Tour de Castille-et-León, tout comme Mauricio Ortega, vainqueur du Clásico RCN 2009. L'équipe EBSA du directeur sportif Rafael Antonio Niño, vainqueur de six éditions du Tour de Colombie, doit compter sur l'absence de son leader, Libardo Niño, second du International Presidency Tour, au mois de mai. La formation aura pour leaders, les frères de Libardo, Miguel et Víctor, et Jairo Pérez, vainqueur d'étape en 2010.
L'équipe GW Shimano se présente avec l'intention de remporter l'épreuve qu'elle n'a jamais gagné. Elle a pour leader Félix Cárdenas, vainqueur du Clásico RCN 2010 et champion national sortant qui peut s'appuyer sur des hommes expérimentés comme Marlon Pérez ou Hernán Buenahora, vainqueur de l'édition 2001. La formation Colombia es pasión-472-Café de Colombia, seule équipe continentale professionnelle du peloton colombien dispute sa seule et unique compétition dans son pays. Elle a pour leader le dernier vainqueur du Tour de l'Avenir, Nairo Quintana. Elle est privée de Luis Felipe Laverde mais peut s'appuyer sur l'expérience de Víctor Hugo Peña.
La formation Indeportes Cundinamarca-Chía-Cota est formée par des coureurs du département de Cundinamarca sans équipe. Seul Samuel Cabrera, fils de l'ancien professionnel, semble se détacher. L'équipe des forces armées Fuerzas Armadas y Ejército Nacional, est présente comme lors de l'édition précédente. Elle a pour leader Willinton Bustamante et pour directeur technique José Jaime González.
Trois dernières formations s'inscrivent pour pallier, semble-t-il, les défections de sélections étrangères. La première de celles-ci est l'équipe Mineralex, emmenée par Rolando Trujillo. La seconde est le Grupo Elite-El Mago du département d'Antioquia. Cette dernière compte dans ses rangs des hommes comme Fader Ardila, Edwin Orozco ou Julián Atehortúa. Et la dernière à se présenter est l'équipe Gobernación de Boyacá - Policía Nacional. Seul Flober Peña se détache dans cette formation.
En effet, les équipes nationales du Costa Rica, du Mexique, du Venezuela, de la Chine ou des États-Unis étaient attendues.
| Dossards | Équipe                                          |
| -------- | ----------------------------------------------- |
| 1-10     | Gobernación de Antioquia - Indeportes Antioquia |
| 11-20    | Redetrans - Supergiros - Indervalle - EMCALI    |
| 21-30    | Formesan - Panachi - Indersantander - ESSA      |
| 31-40    | Fuerzas Armadas - Ejército Nacional             |
| 41-50    | GW Shimano                                      |
| 51-60    | Empresa de energía de Boyacá EBSA               |
| 61-70    | EPM - UNE                                       |
| 71-80    | Boyacá Orgullo de América - Lotería de Boyacá   |

| Dossards | Équipe                                            |
| -------- | ------------------------------------------------- |
| 81-90    | Colombia es pasión - 472                          |
| 91-100   | Movistar                                          |
| 101-110  | Indeportes Cundinamarca - Chía - Cota             |
| 111-119  | IDRD (es) - Liga de ciclismo de Bogotá - Formesan |
| 121-129  | Grupo Elite El Mago editores                      |
| 131-138  | Mineralex                                         |
| 141-150  | Gobernación de Boyacá - Policía Nacional          |

### Favoris
Une dizaine de favoris, pour la victoire finale, sont au départ. Sergio Henao, vainqueur sortant de l'épreuve est le grand favori avec ses coéquipiers Óscar Sevilla et à un degré moindre Janier Acevedo. 
Félix Cárdenas semble le rival le plus redoutable, il espère le podium final. La victoire finale est l'objectif de Freddy Montaña, deuxième en 2009. Son coéquipier Iván Casas espère égaler son père qui finit second en 1976.
Comme pour l'équipe cycliste Gobernación de Antioquia-Indeportes Antioquia, l'objectif de l'équipe cycliste EPM-UNE, c'est de remporter le titre. Rafael Infantino, Giovanni Báez et Juan Pablo Suárez sont les favoris de la formation. Cependant, Báez espère, à titre personnel, monter sur le podium.

## Récit de la course

### 12 juin: Prologue
Marlon Pérez, spécialiste de l'exercice, remporte ce contre-la-montre et s'empare du maillot de leader. Il devance deux des favoris, Óscar Sevilla, d'une seconde et son coéquipier Félix Cárdenas, de trois. Sergio Henao effectue une relative contre-performance en finissant à 25 secondes.

### 13 juin:1reétape
Marlon Pérez perd la tête du classement général au profit d'Edwin Parra. Auteur d'une échappée avec cinq autres coureurs, il arrive avec 20 secondes d'avance sur le peloton. Walter Pedraza règle ses compagnons d'échappée pour la victoire d'étape. Lors d'un sprint pour une étape volante, Pérez et Óscar Sevilla chutent sévèrement.

### 14 juin:2eétape(secteur A et B)
Lors de la première demi-étape, grosse performance de l'équipe cycliste Gobernación de Antioquia-Indeportes Antioquia qui relègue toutes ses concurrentes à plus d'une minute. Les six premiers du classement général font, ainsi, partie de cette formation. Julián Rodas devient leader et Óscar Sevilla, deuxième à deux secondes, prend un avantage pour la victoire finale. Il a désormais 1 min 14 s d'avance sur Marlon Pérez et Félix Cárdenas, et 1 min 51 s sur les leaders de l'équipe cycliste EPM-UNE, Giovanni Báez et Juan Pablo Suárez.
Le deuxième tronçon de l'étape est animée par une échappée réduite, au fil des kilomètres, à quatre coureurs. Ceux-ci se font reprendre par sept autres coureurs, à environ cinq kilomètres de l'arrivée. Le peloton est tout proche et Byron Guamá délaisse ses compagnons de fuite pour devancer le regroupement. Il remporte l'étape avec 9 secondes d'avance sur le peloton. Le classement général ne subit pas de changement.

### 15 juin:3eétape
Juan Alejandro García remporte l'étape avec 28 secondes d'avance sur un peloton d'une vingtaine d'unités. Il fausse compagnie à ses huit compagnons d'échappée dans un col de première catégorie, à 20 kilomètres de l'arrivée et résiste au retour du groupe maillot jaune. Óscar Sevilla, en remportant le sprint pour la seconde place, grappille six secondes de bonification, suffisantes pour déposséder son coéquipier, Julián Rodas du maillot de leader. Des favoris, seul Iván Casas ne fait pas partie de ce petit groupe et perd 1 minute et demie.

### 16 juin:4eétape
Première étape de montagne et cinquième leader différent ! Félix Cárdenas remporte l'étape et s'empare du maillot de leader. Óscar Sevilla grand favori, après s'être emparé de la tête de la course la veille, perd plus de 4 minutes. Les équipes GW Shimano, EMP-UNE et Boyacá Orgullo de América s'allient pour tenter de déstabiliser le leader Sevilla, et combler leur retard. Dans la montée de l'Alto de la Línea, col mythique du Tour de Colombie, Fernando Camargo attaque le premier et met en difficulté l'Espagnol, Cárdenas en profite et attaque à six kilomètres du sommet. Sevilla flanche, se ressentant de sa chute de la première étape. Giovanni Báez et Walter Pedraza s'échappent également. Au sommet de ce col hors catégorie, Camargo a 57" d'avance sur Báez, 1 min 27 s sur Montaña, 1 min 55 s sur Pedraza et 2 min 05 s sur Cárdenas, Quintana et Victor Niño. Sevilla passe avec un retard de 4 min 12 s. Dans la descente, Cárdenas, Báez et Pedraza se rejoignent, dépose Camargo et terminent ensemble l'étape.

### 17 juin:5eétape
Juan Pablo Wilches gagne la cinquième étape en battant au sprint ses compagnons de fugue Janier Acevedo et Iván Casas. À 38 secondes arrivent un peloton de 23 unités, comprenant tous les favoris. Dans le dernier col la journée (un col de première catégorie), Nairo Quintana et Fernando Camargo se sont échappés mais ont été repris par les GW Shimano avant qu'ils ne soient un danger pour Cárdenas.

### 18 juin:6eétape
La plus longue étape devait être une étape de transition. Mais une fugue de 35 coureurs a obligé les GW Shimano à travailler pour stabiliser et réduire l'écart, monté jusqu'à 10 minutes. Jeffry Romero fut leader virtuel du Tour, jusqu'à ce que les coéquipiers de Félix Cárdenas maintiennent un écart suffisant pour garder la tête de la course. Cependant Romero se replace à la seconde place du général provisoire. Byron Guamá remporte sa seconde victoire d'étape. Nairo Quintana, leader des moins de 23 ans, abandonne sur chute.

### 19 juin:7eétape
Malgré une dernière tentative de Rafael Montiel à 3 kilomètres de l'arrivée, qui échouent à 700 mètres de la ligne, le sprint massif est inévitable. C'est Jarlinson Pantano qui remporte l'étape, Jeffrey Romero, second, grappille quelques secondes de bonifications.

### 21 juin:8eétape
L'équipe GW Shimano travaille toute l'étape pour réduire à néant les tentatives d'échappée fomentées par les équipes Gobernación de Antioquia - Indeportes Antioquia et Boyacá Orgullo de América. Ainsi 44 coureurs se présentent pour la victoire d'étape, où Óscar Sevilla règle Félix Cárdenas.

### 22 juin:9eétape
Deuxième victoire d'affilée d'Óscar Sevilla qui s'échappe à 45 kilomètres de l'arrivée. Les GW Shimano, et leur leader Félix Cárdenas, s'épuisent à contrôler l'écart avec le fuyard. Et à 4 kilomètres de l'arrivée, dans un col de troisième catégorie, Freddy Montaña attaque, Sergio Henao et Walter Pedraza le suivent, mais pas Cárdenas. L'étape se termine par un nouveau changement de leader. Henao arrive avec une minute d'avance sur un petit groupe de 13 concurrents dont fait partie Cárdenas. Un resserrement en tête du classement général s'effectue, les six premiers sont en 56 secondes et Sevilla n'est plus qu'à 53 secondes de la première place (alors que Cárdenas est, maintenant, à 9 secondes).

### 23 juin:10eétape
L'étape est raccourci de 46 kilomètres, une rivière est sortie de son lit. Malgré une échappée de sept coureurs de plus de 100 kilomètres, l'étape s'est terminée en sprint massif où Jairo Salas devance Jaime Castañeda. Sergio Henao, leader depuis la veille, n'a jamais été inquiété.

### 24 juin:11eétape
L'étape ressemble à la précédente, sept coureurs s'échappent et font la course en tête pendant 120 kilomètres. Mais cette fois, les échappés se disputent la victoire. Freddy González remporte sa sixième victoire dans son Tour national, la première cette année. Son coéquipier Ignacio Sarabia est sorti au deux kilomètres, et lorsqu'il fut rejoint, Freddy Excelino a contré. Sergio Henao est toujours en tête du classement général provisoire.

### 25 juin:12eétape
Cette étape montagneuse s'est résumée à une course d'attente. La bataille pour le classement général n'a eu lieu que dans le col de troisième catégorie, placé à 5 kilomètres de l'arrivée. Où seul, Freddy Montaña a grappillé 14 secondes (bonifications comprises). Cárdenas, Báez ou Pedraza ont, eux aussi, tenté mais sans succès. Frank Osorio remporte l'étape en s'extrayant d'un groupe d'échappés de sept coureurs.

### 26 juin:13eet dernière étape
La compétition s'achève par un contre-la-montre en côte de 18 kilomètres. Félix Cárdenas renverse la situation et remporte la 61e édition de la Vuelta a Colombia. Il devance, pour seulement deux secondes, son dauphin Giovanni Báez, vainqueur en 2008. Sergio Henao lui recule à la quatrième place et se fait devancer par Freddy Montaña, pour la dernière marche du podium. Ce dernier remporte cette ultime étape.

## Les étapes
| Étape      | Date    | Villes étapes                           | km                     | Vainqueur d'étape                  | Leader du classement général |
| Prologue   | 12 juin | La Ceja-La Ceja                         | 7 (CLM)                | Marlon Pérez                       | Marlon Pérez                 |
| 1e étape   | 13 juin | La Estrella-Pereira                     | 203,7                  | Walter Pedraza                     | Edwin Parra                  |
| 2e étape A | 14 juin | Cartago-Obando                          | 21,7 (CLM par équipes) | Gobernación - Indeportes Antioquia | Julián Rodas                 |
| 2e étape B | 14 juin | Zarzal-Yumbo                            | 126,3                  | Byron Guamá                        | Julián Rodas                 |
| 3e étape   | 15 juin | Yumbo-Caicedonia                        | 146,9                  | Juan Alejandro García              | Óscar Sevilla                |
| 4e étape   | 16 juin | Caicedonia-Ibagué                       | 116,7                  | Félix Cárdenas                     | Félix Cárdenas               |
| 5e étape   | 17 juin | Ibagué-Bogota                           | 207                    | Juan Pablo Wilches                 | Félix Cárdenas               |
| 6e étape   | 18 juin | Chía-Paipa                              | 232,2                  | Byron Guamá                        | Félix Cárdenas               |
| 7e étape   | 19 juin | Duitama-Sogamoso-Paipa-Duitama          | 96,6                   | Jarlinson Pantano                  | Félix Cárdenas               |
| Repos      | 20 juin | Journée de repos                        | -                      | -                                  | -                            |
| 8e étape   | 21 juin | Duitama-Socorro                         | 199,4                  | Óscar Sevilla                      | Félix Cárdenas               |
| 9e étape   | 22 juin | Socorro-Bucaramanga                     | 129,4                  | Óscar Sevilla                      | Sergio Henao                 |
| 10e étape  | 23 juin | Bucaramanga-Barrancabermeja             | 175                    | Jairo Salas                        | Sergio Henao                 |
| 11e étape  | 24 juin | Barrancabermeja-Puerto Boyacá           | 189,6                  | Freddy González                    | Sergio Henao                 |
| 12e étape  | 25 juin | Puerto Boyacá-La Unión                  | 202,6                  | Frank Osorio                       | Sergio Henao                 |
| 13e étape  | 26 juin | Medellín-Medellín (Alto de Santa Elena) | 18 (CLM)               | Freddy Montaña                     | Félix Cárdenas               |

## Classement général
114 coureurs terminent l'épreuve.
| #   | Coureur            | Équipe                                          |    | Temps            |
| --- | ------------------ | ----------------------------------------------- | -- | ---------------- |
| 1.  | Félix Cárdenas     | GW Shimano                                      | en | 49 h 36 min 49 s |
| 2.  | Giovanni Báez      | EPM-UNE                                         | +  | 2 s              |
| 3.  | Freddy Montaña     | Boyacá orgullo de América                       |    | 36 s             |
| 4.  | Sergio Henao       | Gobernación de Antioquia - Indeportes Antioquia |    | 1 min 32 s       |
| 5.  | Óscar Sevilla      | Gobernación de Antioquia - Indeportes Antioquia |    | 1 min 50 s       |
| 6.  | Víctor Niño        | EBSA                                            |    | 2 min 31 s       |
| 7.  | Walter Pedraza     | EPM-UNE                                         |    | 2 min 40 s       |
| 8.  | Gregory Brenes     | Movistar                                        |    | 4 min 41 s       |
| 9.  | Camilo Gómez       | GW Shimano                                      |    | 5 min 48 s       |
| 10. | Juan Pablo Wilches | IDRD - Formesan                                 |    | 7 min 03 s       |

## Évolution des classements
| Étapes             | Vainqueur                                       | Classement général | Classement de la montagne | Classement de la régularité | Classement des étapes volantes | Classement par équipes                          |
| ------------------ | ----------------------------------------------- | ------------------ | ------------------------- | --------------------------- | ------------------------------ | ----------------------------------------------- |
| Prologue           | Marlon Pérez                                    | Marlon Pérez       | Non attribué              | Non attribué                | Non attribué                   | Non attribué                                    |
| 1re étape          | Walter Pedraza                                  | Edwin Parra        | Walter Pedraza            | Walter Pedraza              | Julián Rodas                   | EPM - UNE                                       |
| 2e A étape         | Gobernación de Antioquia - Indeportes Antioquia | Julián Rodas       | Walter Pedraza            | Walter Pedraza              | Julián Rodas                   | Gobernación de Antioquia - Indeportes Antioquia |
| 2e B étape         | Byron Guamá                                     | Julián Rodas       | Walter Pedraza            | Byron Guamá                 | Félix Cárdenas                 | Gobernación de Antioquia - Indeportes Antioquia |
| 3e étape           | Juan Alejandro García                           | Óscar Sevilla      | Miguel Niño               | Walter Pedraza              | Jefferson Vargas               | Gobernación de Antioquia - Indeportes Antioquia |
| 4e étape           | Félix Cárdenas                                  | Félix Cárdenas     | Walter Pedraza            | Walter Pedraza              | Jefferson Vargas               | EPM - UNE                                       |
| 5e étape           | Juan Pablo Wilches                              | Félix Cárdenas     | Walter Pedraza            | Walter Pedraza              | Jefferson Vargas               | EPM - UNE                                       |
| 6e étape           | Byron Guamá                                     | Félix Cárdenas     | Fernando Camargo          | Walter Pedraza              | Jefferson Vargas               | Boyacá Orgullo de América                       |
| 7e étape           | Jarlinson Pantano                               | Félix Cárdenas     | Walter Pedraza            | Walter Pedraza              | Jefferson Vargas               | Boyacá Orgullo de América                       |
| 8e étape           | Óscar Sevilla                                   | Félix Cárdenas     | Walter Pedraza            | Walter Pedraza              | Jefferson Vargas               | Boyacá Orgullo de América                       |
| 9e étape           | Óscar Sevilla                                   | Sergio Henao       | Walter Pedraza            | Walter Pedraza              | Jefferson Vargas               | Boyacá Orgullo de América                       |
| 10e étape          | Jairo Salas                                     | Sergio Henao       | Walter Pedraza            | Walter Pedraza              | Jefferson Vargas               | Boyacá Orgullo de América                       |
| 11e étape          | Freddy González                                 | Sergio Henao       | Walter Pedraza            | Walter Pedraza              | Jefferson Vargas               | Boyacá Orgullo de América                       |
| 12e étape          | Frank Osorio                                    | Sergio Henao       | Walter Pedraza            | Walter Pedraza              | Jefferson Vargas               | Boyacá Orgullo de América                       |
| 13e étape          | Freddy Montaña                                  | Félix Cárdenas     | Walter Pedraza            | Walter Pedraza              | Jefferson Vargas               | Boyacá Orgullo de América                       |
| Classements finals | Classements finals                              | Félix Cárdenas     | Walter Pedraza            | Walter Pedraza              | Jefferson Vargas               | Boyacá Orgullo de América                       |

## Liste des participants
147 coureurs participent à la compétition,.
| Gobernación de Antioquia - Indeportes Antioquia | Redetrans - Supergiros - Indervalle - EMCALI | Formesan - Panachi - Indersantander - ESSA |
| - 1. Sergio Henao Colombie - 2. Óscar Sevilla Espagne - 3. Janier Acevedo Colombie - 4. Alejandro Ramírez Colombie - 5. José Enrique Gutiérrez Espagne - 6. Julián Rodas Colombie - 7. Óscar Álvarez Colombie - 8. Carlos Ospina Colombie - 9. John Fredy Parra Colombie - 10. Rafael Montiel Colombie DS Carlos Mario Jaramillo                         | - 11. John Freddy García Colombie - 12. Juan Diego Ramírez Colombie - 13. Heberth Gutiérrez Colombie - 14. Diego Calderón Colombie - 15. Álvaro Montoya Colombie - 16. Edson Calderón Colombie - 17. Jefferson Vargas Colombie - 18. Giovanni Chacón (nl) Colombie - 19. Jorge Humberto Martínez (en) Colombie - 20. Duvan Agudelo Colombie (A 12e) DS William Palacio | - 21. Fabio Montenegro Colombie - 22. Wilson Marentes Colombie - 23. Alejandro Serna Colombie - 24. Alexander González Colombie (A 12e) - 25. Alexander Rojas Colombie (A 8e) - 26. Edwin Sandoval Colombie - 27. Remberto Jaramillo Colombie - 28. Danny Osorio Colombie - 29. Aristóbulo Cala Colombie - 30. Wilson Zambrano Colombie DS Abelardo Rondón  |
| Fuerzas Armadas - Ejército Nacional | GW Shimano | Empresa de energía de Boyacá EBSA |
| - 31. Willinton Bustamante Colombie - 32. Wilson López Colombie - 33. Fabián Sánchez Colombie - 34. Marvin Vanegas Colombie (HD 9e) - 35. Deivis Rubio Colombie - 36. Freddy Álvarez Colombie - 37. Gustavo Ramírez Colombie - 38. Jhon González Colombie - 39. Leonardo Rodríguez Colombie - 40. Freddy Ortega Colombie (HD 1re) DS José Jaime González | - 41. Félix Cárdenas Colombie - 42. Marlon Pérez Colombie - 43. Hernán Buenahora Colombie - 44. Camilo Gómez Colombie - 45. Diego Quintero Colombie - 46. Jaime Suaza Colombie (HD 2e) - 47. Juan Alejandro García Colombie - 48. Jairo Salas Colombie - 49. Frank Osorio Colombie - 50. Didier Chaparro Colombie DS Luis Alfonso Cely                                 | - 51. Víctor Niño Colombie - 52. Camilo Castiblanco Colombie - 53. Miguel Niño (de) Colombie - 54. Jairo Pérez Colombie - 55. José Jiménez Colombie - 56. Luis Martínez Colombie - 57. Jonathan Paredes Colombie - 58. Jaime Morales Colombie - 59. Cristhian Talero Colombie - 60. Mario Rojas Colombie DS Rafael Antonio Niño                             |
| EPM - UNE | Boyacá Orgullo de América - Lotería de Boyacá | Colombia es pasión - 472 |
| - 61. Giovanni Báez Colombie - 62. Juan Pablo Suárez Colombie - 63. Rafael Infantino Colombie (NP 13e) - 64. Francisco Colorado Colombie - 65. Javier González Colombie - 66. Walter Pedraza Colombie - 67. Freddy Piamonte Colombie - 68. Stíber Ortiz Colombie - 69. Jaime Castañeda Colombie (NP 13e) - 70. Edwin Carvajal Colombie DS Raúl Mesa      | - 71. Freddy Montaña Colombie - 72. Edwin Parra Colombie - 73. Iván Casas Colombie - 74. Fernando Camargo Colombie - 75. Mauricio Neisa Colombie - 76. Rodolfo Torres Colombie - 77. Jeffry Romero Colombie - 78. Daniel Rincón Colombie - 79. Edgar Fonseca Colombie - 80. Emiro Matta Colombie DS Jhair Bernal                                                       | - 81. Alex Cano Colombie (NP 13e) - 82. Darwin Atapuma Colombie - 83. Nairo Quintana Colombie (A 6e) - 84. Juan Pablo Villegas Colombie - 85. Jahir Pérez Colombie - 86. Víctor Hugo Peña Colombie - 87. John Martínez Colombie - 88. Camilo Suárez Colombie - 89. Jarlinson Pantano Colombie - 90. Robinson Chalapud Colombie DS Luis Fernando Saldarriaga |
| Movistar | Indeportes Cundinamarca - Chía - Cota | IDRD - Liga de ciclismo de Bogotá - Formesan |
| - 91. Hernán Muñoz Colombie - 92. Nicolás Castro (d) Colombie - 93. Ramiro Cabrera Uruguay - 94. Gregory Brenes Costa Rica - 95. Luis Macías Mexique - 96. Juan Pablo Magallanes Mexique - 97. Ignacio Sarabia Mexique - 98. Byron Guamá Équateur - 99. Óscar Soliz Bolivie - 100. Freddy González Colombie DS Libardo Leyton                            | - 101. Daniel Balsero Colombie - 102. Samuel Cabrera Colombie - 103. Yerson Sánchez (d) Colombie - 104. César Bernal Colombie (A 4e) - 105. Luis Alonso Colombie - 106. Camilo Castelblanco Colombie - 107. Gerardo Rodríguez Colombie - 108. Fabio Páez Colombie - 109. Álvaro Sáiz Colombie - 110. Oscar Aya Colombie DS Raúl Gómez                                  | - 111. Álvaro Gómez Colombie - 112. Wilson Cepeda Colombie - 113. Juan Carlos López Colombie - 114. Juan Pablo Wilches (de) Colombie - 115. Víctor Hugo González (en) Colombie - 116. Edwin Sánchez Colombie - 117. Didier Sastoque Colombie (A 8e) - 118. Miguel Cendales Colombie (HD 4e) - 119. Omar Mendoza Colombie DS Carlos Guerrero                 |
| Grupo Elite El Mago editores | Mineralex | Gobernación de Boyacá - Policía Nacional |
| - 121. Fader Ardila Colombie - 122. Esteban Pulgarín Colombie - 123. David Torres Colombie - 124. Mauricio Pérez Colombie - 125. Ferney Baena Colombie - 126. Julián Cardona Colombie - 127. Edwin Orozco (en) Colombie - 128. Alexis Castro Colombie - 129. Julián Atehortúa Colombie DS Jaime Mejía                                                    | - 131. Luis Peña Colombie (NP 7e) - 132. Rolando Trujillo Colombie (NP 7e) - 133. Julio Caro Colombie (HD 2e) - 134. Jaime Chaparro Colombie - 135. Germán León Colombie (NP 7e) - 136. Edison Paredes Colombie (NP 7e) - 137. Giovanni Parra Colombie - 138. Manuel Martínez Colombie (NP 7e) - 139. Richard Velandia Colombie DS Raúl Saavedra                       | - 141. Flober Peña Colombie (NP 8e) - 142. Aldo Valero Colombie - 143. Edison Mahecha Colombie - 144. Lorenzo Argüello Colombie - 145. Yeison Chaparro Colombie - 146. Juan Ernesto Chamorro Colombie - 147. Anderson Parra Colombie - 148. Darwin González Colombie - 149. Wilmer Ruano Colombie (HD 2e) - 150. José Ibáñez (en) Colombie DS Álvaro Sierra |

33 abandons.

## Bilan sportif
Le contre-la-montre en côte de la dernière étape a été décisif. Félix Cárdenas remporte son premier Tour de Colombie, en renversant la situation lors du dernier jour. 
Le mercredi 6 juin 2012, la commission antidopage de l'UCI notifie à la fédération colombienne de cyclisme que tous les contrôles effectués lors de la compétition se sont révélés négatifs.